# 把汉那吉
把汉那吉（1553年—1583年），孛儿只斤氏。又称大成台吉、把都台吉、大成矮吉台吉、把汉孙，16世纪蒙古右翼土默特部領主，俺答汗之孙，铁背台吉的儿子。
把汉那吉四岁丧父，其母被连累处死。俺答汗的「一克哈屯」（大夫人）养育把汉那吉长大。把汉那吉娶妻把汉比吉（大成比吉）。隆庆四年（1570年），俺答汗强娶鄂尔多斯部的一名不知姓名的女子为妾，将把汉那吉的聘妾（兀慎部「取兔扯金」之女）改嫁到鄂尔多斯部作为补偿。把汉那吉不满祖父俺答汗，率妻子把汉比吉、奶公阿力哥等十人至大同投奔明朝。明穆宗封他为指挥使。同年十二月，俺答汗与明朝和谈成功，把汉那吉被归还回土默特。翌年达成通贡、互市、封职协议，右翼蒙古和明朝开始了几十年和平。把汉那吉奉祖父之命，领有「大板升」（今内蒙古土默特右旗境内）被称为大成台吉。万历四年（1576年），因他长期主持贡市，明朝晋升他为昭勇将军。次年，跟随俺答赴青海迎接索南嘉措，皈依藏传佛教格鲁派。万历八年（1580年），明朝译员为他讲授《忠经》、《孝经》等。万历十一年（1583年），行猎时，坠马而死。
他有两个儿子：
- 哈克木台吉
  - 猛克台吉
- 不速布台吉